# Pfarrhaus (Dorfgütingen)

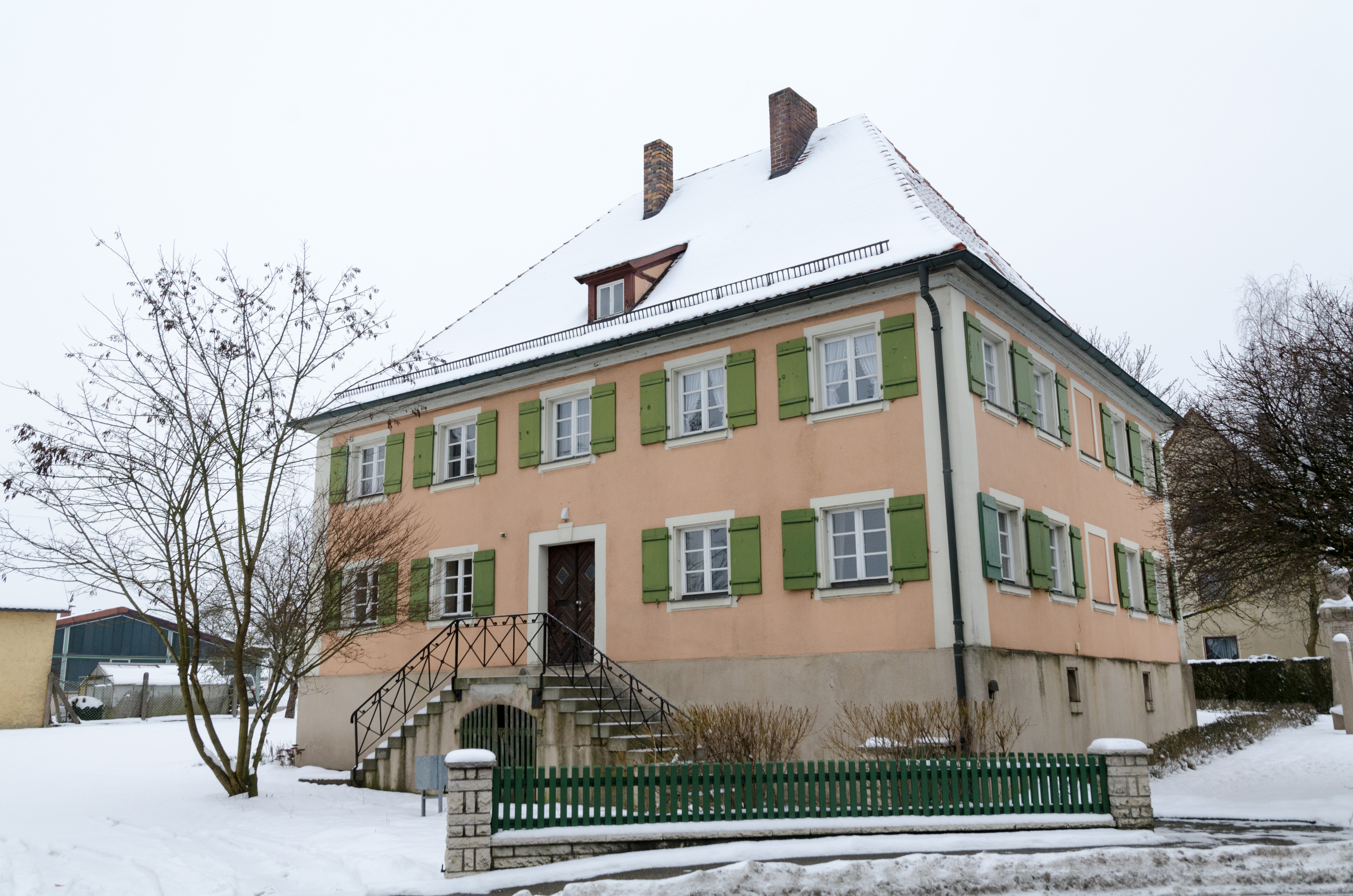
Pfarrhaus in Dorfgütingen

Das Pfarrhaus mit der Hausnummer 27 in Dorfgütingen, einem Stadtteil von Feuchtwangen im mittelfränkischen Landkreis Ansbach in Bayern, ist ein geschütztes Baudenkmal.
Der zweigeschossige Walmdachbau mit hohem Kellergeschoss, Ecklisenen und einer zweiseitigen Freitreppe wurde im Jahr 1788 von Johann Michael Karg errichtet. Das Wohnhaus besitzt fünf zu vier Fensterachsen. Unter der Freitreppe ist ein Zugang zum Keller.